# Макдэниел, Роберт
Бубба Макдэ́ниел (англ. Bubba McDaniel; род. 3 мая 1983, Чилдресс, Техас) — американский боец смешанного стиля, представитель средней весовой категории. Выступал на профессиональном уровне в период 2005—2015 годов, известен по участию в турнирах таких бойцовских организаций как UFC, Bellator, KOTC, EliteXC, участник семнадцатого сезона бойцовского реалити-шоу The Ultimate Fighter.

## Биография
Роберт Макдэниел родился 3 мая 1983 года в городе Чилдресс штата Техас.
Дебютировал в смешанных единоборствах на профессиональном уровне в декабре 2005 года, победил своего первого соперника в первом же раунде с помощью болевого приёма «рычаг локтя». В том же месяце провёл ещё один бой и потерпел первое в карьере поражение, удушающим приёмом от Хораса Спенсера. Дрался преимущественно на территории штата Оклахома, участвовал в турнирах различных местных промоушенов, таких как WFO, XFL, ACF, FCF, BCP. Сделал серию из пяти побед подряд, после чего в ноябре 2006 года из-за травмы проиграл Джеральду Харрису.
Имея в послужном списке девять побед и только лишь два поражения, в 2007 году Макдэниел подписал контракт с крупной американской организацией King of the Cage. В итоге провёл здесь три боя, из которых два выиграл и один проиграл. Позже выступал в промоушене EliteXC, где в частности встречался с россиянином Александром Шлеменко — проиграл ему техническим нокаутом, пропустив удар коленом в корпус. В 2009 году также впервые выступил в новообразованном промоушене Bellator, который впоследствии стал второй по значимости бойцовской организацией мира, где победил предложенного ему соперника в первом раунде удушающим приёмом сзади. Позже выступал в различных второстепенных организациях, в большинстве случаев побеждал, потерпел поражение лишь от Лукаса Лопеса, пропустив удар и оказавшись в нокауте.
В начале 2013 года Макдэниела пригласили принять участие в семнадцатом сезоне популярного бойцовского реалити-шоу The Ultimate Fighter. В отборочном поединке он техническим нокаутом победил Райана Биглера, после чего под третьим номером был выбран в команду Джона Джонса. На предварительном этапе встретился с будущим победителем шоу Келвином Гастелумом и, несмотря на то что считался фаворитом, во втором раунде попался в удушающий приём сзади и вынужден был сдаться. Ему всё же позволили продолжить участие в шоу, и вскоре он одержал победу над Кевином Кейси — перед началом третьего раунда секунданты не стали выпускать того в клетку. На стадии четвертьфиналов встретился с ямайским бойцом Юраей Холлом и проиграл ему нокаутом уже на восьмой секунде первого раунда.
По итогам реалити-шоу Роберт Макдэниел подписал контракт с крупнейшей бойцовской организацией мира Ultimate Fighting Championship и дебютировал здесь в рамках финала семнадцатого сезона The Ultimate Fighter, победив удушающим приёмом «треугольник» Гилберта Смита. Затем выходил в октагон против Брэда Тавареса, уступив ему единогласным решением судей. В марте 2014 года на UFC 171 должен был встретиться с шведом Тором Троэнгом, но тот получил травму и выбыл из турнира, в результате чего ему дали новичка Шона Стрикленда, которому в итоге он проиграл удушающим приёмом сзади в конце первого раунда. После двух поражений подряд был уволен из организации.
В дальнейшем вернулся к сотрудничеству с Bellator, проведя в этой организации ещё три боя: два выиграл и один проиграл. Дрался в различных малоизвестных промоушенах, оставался активным бойцом вплоть до 2015 года. Всего провёл на профессиональном уровне 37 боёв, из них 27 выиграл и 10 проиграл.

## Статистика в профессиональном ММА
| Боёв 40  | Побед 30 | Поражений 10 |
| -------- | -------- | ------------ |
| Нокаутом | 9        | 2            |
| Сдачей   | 19       | 7            |
| Решением | 2        | 1            |

| Результат | Рекорд | Соперник           | Способ                            | Турнир                                                   | Дата             | Раунд | Время | Место             | Примечание            |
| --------- | ------ | ------------------ | --------------------------------- | -------------------------------------------------------- | ---------------- | ----- | ----- | ----------------- | --------------------- |
| Победа    | 30-10  | Леонардо Пеканья   | TKO (удары руками)                | Zak Cummings Promotions — Stronger Men’s Conference 2018 | 13 апреля 2018   | 1     | 2:45  | Спрингфилд, США   |                       |
| Победа    | 29-10  | Хуан Торрес        | TKO (удары руками)                | Strike League 1: Fight Your Fight                        | 8 апреля 2017    | 2     | 4:16  | Сидар-Парк, США   | Дебют в тяжёлом весе. |
| Победа    | 28-10  | Андре Кавана       | TKO (удары руками)                | Horsepower Promotions — Fists of Fury 13                 | 25 февраля 2017  | 1     | 2:21  | Лотон, США        |                       |
| Победа    | 27-10  | Кеньон Джексон     | TKO (удары руками)                | Bellator 146                                             | 20 ноября 2015   | 2     | 4:14  | Такервилл, США    |                       |
| Поражение | 26-10  | Хейуорд Чарльз     | Сдача (анаконда)                  | HERO FC Best of the Best VI                              | 26 сентября 2015 | 2     | 3:27  | Эль-Пасо, США     | [ 7 ]                 |
| Победа    | 26-9   | Кеньон Джексон     | Сдача (удушение)                  | Legend Fights: Lopez vs. Alexander                       | 24 июля 2015     | 1     | 4:06  | Шони, США         | [ 8 ]                 |
| Победа    | 25-9   | Эдгар Вердин       | Сдача (удушение сзади)            | Fury FC 7: McDaniel vs. Verdin                           | 11 июля 2015     | 2     | 1:27  | Хамбл, США        |                       |
| Победа    | 24-9   | Марвин Бэйб        | TKO (удары руками)                | FOF 8: Genesis                                           | 7 марта 2015     | 1     | 3:45  | Вудворд, США      |                       |
| Поражение | 23-9   | Эмилиано Сорди     | Сдача (гильотина)                 | Bellator 128                                             | 10 октября 2014  | 1     | 0:58  | Такервилл, США    |                       |
| Победа    | 23-8   | Рон Филдс          | Сдача (удушение сзади)            | ECC: Fireworks                                           | 26 июля 2014     | 2     | 1:55  | Индианаполис, США |                       |
| Победа    | 22-8   | Мэтт Джонс         | Единогласное решение              | Bellator 121                                             | 6 июня 2014      | 3     | 5:00  | Такервилл, США    |                       |
| Поражение | 21-8   | Шон Стрикленд      | Сдача (удушение сзади)            | UFC 171                                                  | 15 марта 2014    | 1     | 4:33  | Даллас, США       |                       |
| Поражение | 21-7   | Брэд Таварес       | Единогласное решение              | UFC Fight Night: Condit vs. Kampmann 2                   | 28 августа 2013  | 3     | 5:00  | Индианаполис, США |                       |
| Победа    | 21-6   | Гилберт Смит       | Сдача (рычаг локтя треугольником) | The Ultimate Fighter 17 Finale                           | 13 апреля 2013   | 3     | 2:49  | Лас-Вегас, США    |                       |
| Победа    | 20-6   | Кит Кунагин        | Сдача (гильотина)                 | LFC 53: Memorium                                         | 16 июня 2012     | 1     | 2:32  | Индианаполис, США |                       |
| Победа    | 19-6   | Эрик Шамбари       | Единогласное решение              | Fight Game: Premier Event                                | 2 декабря 2011   | 3     | 5:00  | Фриско, США       |                       |
| Победа    | 18-6   | Джонни Рис         | Сдача (удушение сзади)            | Line of Fire 45                                          | 11 марта 2011    | 1     | 0:47  | Индианаполис, США |                       |
| Победа    | 17-6   | Киаси Ускола       | TKO (удары руками)                | Pure Fighting Championships 6                            | 10 декабря 2010  | 2     | 3:28  | Ред-Дир, Канада   |                       |
| Победа    | 16-6   | Роб Уинс           | Сдача (треугольник)               | Ohio Fight Conference: Round 5                           | 17 июля 2010     | 2     | 2:08  | Колумбус, США     |                       |
| Победа    | 15-6   | Николаос Боскарино | Сдача (американа)                 | CNG Promotions: Queen City Meltdown                      | 26 июня 2010     | 2     | 2:35  | Цинциннати, США   |                       |
| Поражение | 14-6   | Лукас Лопес        | KO (удары руками)                 | MMA Big Show: A Prodigy Returns                          | 17 апреля 2010   | 1     | 2:13  | Флоренс, США      |                       |
| Победа    | 14-5   | Билли Хорн         | TKO (удары руками)                | MMA Big Show: Mayhem                                     | 17 сентября 2009 | 1     | 0:43  | Флоренс, США      |                       |
| Победа    | 13-5   | Уильям Спайсер     | Сдача (удушение сзади)            | Bellator 6                                               | 8 мая 2009       | 1     | 2:53  | Робстаун, США     |                       |
| Поражение | 12-5   | Александр Шлеменко | TKO (коленом в корпус)            | ShoXC: Elite Challenger Series                           | 10 октября 2008  | 1     | 5:00  | Хаммонд, США      |                       |
| Победа    | 12-4   | Кала Хоуз          | Сдача (удушение сзади)            | EliteXC: Return of the King                              | 14 июня 2008     | 1     | 0:41  | Гонолулу, США     |                       |
| Победа    | 11-4   | Алекс Цайзн        | TKO                               | KOTC: Rising Stars                                       | 24 мая 2008      | 2     | 2:37  | Девол, США        |                       |
| Поражение | 10-4   | Том Джонс          | Сдача (удушение север-юг)         | Freestyle Cage Fighting 17                               | 15 мар 2008      | 1     | 1:04  | Шони, США         |                       |
| Поражение | 10-3   | Дэн Молина         | Сдача (треугольник)               | KOTC: Arch Rivals                                        | 27 октября 2007  | 1     | 2:05  | Рино, США         |                       |
| Победа    | 10-2   | Блейк Норсуорти    | TKO                               | KOTC: Jawbreaker                                         | 29 сентября 2007 | 1     | 2:43  | Девол, США        |                       |
| Победа    | 9-2    | Майк Куин          | Сдача (удушение сзади)            | Freestyle Cage Fighting 12                               | 18 августа 2007  | 3     | 1:03  | Шони, США         |                       |
| Победа    | 8-2    | Коди Мэликотт      | Сдача                             | Big Chief Promotions                                     | 9 июня 2007      | 1     | 0:45  | Талса, США        |                       |
| Победа    | 7-2    | Крейг Кобб         | Сдача (треугольник)               | Freestyle Cage Fighting 10                               | 7 апреля 2007    | 1     | 1:42  | Стилуотер, США    |                       |
| Поражение | 6-2    | Джеральд Харрис    | Сдача (травма)                    | Freestyle Cage Fighting 6                                | 10 ноября 2006   | 2     | 4:55  | Талса, США        |                       |
| Победа    | 6-1    | Ник Бюдик          | Сдача (удушение сзади)            | FCF: Brawl For It All 2                                  | 7 октября 2006   | 2     | 2:18  | Талса, США        |                       |
| Победа    | 5-1    | Джефф Макконнелл   | Сдача (удушение сзади)            | FCF: Brawl For It All                                    | 19 августа 2006  | 1     | 1:26  | Талса, США        |                       |
| Победа    | 4-1    | Брэндон Макдауэлл  | Сдача                             | Ultimate Texas Showdown 5                                | 29 апреля 2006   | 1     | 0:56  | Фриско, США       |                       |
| Победа    | 3-1    | Аллен Макгуир      | Сдача (рычаг локтя)               | ACF: Showdown at Sundown                                 | 10 мар 2006      | 1     | 0:27  | Стилуотер, США    |                       |
| Победа    | 2-1    | Роджер Каймс       | Сдача (рычаг локтя)               | XFL: EK 19: Battle at the Brady 3                        | 18 февраля 2006  | 1     | 1:27  | Талса, США        |                       |
| Поражение | 1-1    | Хорас Спенсер      | Сдача (удушающий)                 | Xtreme Fighting League                                   | 30 декабря 2005  | 1     | N/A   | Оклахома, США     |                       |
| Победа    | 1-0    | Йорк Эш            | Сдача (рычаг локтя)               | World Fighting Organization                              | 2 декабря 2005   | 1     | N/A   | Оклахома, США     |                       |